# Concord
Concord je hlavním městem amerického státu New Hampshire a též sídelním městem kraje Merrimack, na jehož stejnojmenné řece se rozkládá. Podle sčítání lidu z roku 2000 mělo 40 765 a podle odhadů z roku 2007 má již přes 42 392 obyvatel. Vzniklo spojením vesnic Penacook, East Concord a West Concord.

## Historie
Místo, na kterém Concord leží, bylo od dávnověku obýváno indiánským kmenem Penacook, který u kaskádovitých vodopádů Merrimacku lovil migrující lososy a jesetery.
Řeka častými záplavami tvořila v přilehlých údolích půdu obzvláště vhodnou pro pěstování fazolí, dýní, melounů a kukuřice. Roku 1725 v těchto místech provincie Massatchusettského zálivu ustanovila plantáž Penacook, která zde byla do dvou následujících let vybudována. V blízkosti vyrostly osady Rumford a Bow, které v 30. letech 18. století získaly statut města. V roce 1775 v Concordu, Lexingtonu a na jiných místech probíhaly půtky a boje mezi zastánci nezávislosti původních 13 kolonií a vojskem Velké Británie.
V roce 1807 Samuel Bloget postavil Middlesexský kanál, který město spojoval s Bostonem a o dva roky později se díky výhodné centrální poloze ve státě New Hampshire stal Concord jeho hlavním městem. V průběhu 19. století se Concorde rozrostl díky tomu, že se z něj stala důležitá železniční křižovatka, vznikla zde též továrna na textil.
V současnosti je pro Concord typické, že v něm sídlí několik zdravotních pojišťoven a město je tak jakýmsi centrem zdravotní péče severovýchodního pobřeží. Sídlí zde též Concord Litho, jedna z největších tiskáren v zemi.

## Geografie a klima
Concord leží na 43,2 rovnoběžce severní šířky a 71,5 poledníku západní délky. Leží ve spádové oblasti řeky Merrimack, která městem protéká ze severozápadu na jihovýchod. Nejbližšími městy jsou Bow na jihu, Webster na severu či Hopkinton na západě.
Podnebí ovlivňuje blízkost Atlantského oceánu a jeho Golfského proudu. Teploty se v zimě pohybují kolem nuly nebo poklesnou na několik málo stupňů pod bod mrazu, v létě vyšplhají typicky na 20–30 °C. Srážky jsou po celý rok stejné, s minimálními výkyvy, a pohybují se mezi 75–85 mm za měsíc.

## Demografie
Podle sčítání lidu z roku 2010 zde žilo 42 695 obyvatel.

### Rasové složení
- 91,8 % Bílí Američané
- 2,2 % Afroameričané
- 0,3 % Američtí indiáni
- 3,4 % Asijští Američané
- 0,0 % Pacifičtí ostrované
- 0,4 % Jiná rasa
- 1,8 % Dvě nebo více ras

Obyvatelé hispánského nebo latinskoamerického původu, bez ohledu na rasu, tvořili 2,1 % populace.
Věkové složení obyvatelstva:
- 23,1 % pod 18 let
- 8,3 % 18–24 let
- 33 % 25–44 let
- 22 % 45–64 let
- 13,7 % nad 65 let

Průměrný roční příjem činí 42 447 dolarů za jednotlivce a 52 418 dolarů za domácnost, což je několik procent nad celostátní průměr. 44,3 % obyvatel žije ženatých nebo vdaných.

## Média
Ve městě vychází deník The Concord Monitor a jeho týdenní výběr The Weekly Insider či týdeník The Hippo. Ve městě funguje jedna rádiová stanice ve vlnách AM a pět ve vlnách FM/VKV. Navíc je dostupné veřejné New Hampshire Public Radio.
Z televizních stanic zde vysílá komerční WPXG-TV a veřejná Concord TV.

## Zajímavosti
- New Hampshire State House, zbudovaný mezi lety 1815–1818
- Eagle Hotel
- (New) Phenix Hall, (Old Phenix Hall vyhořela v roce 1893)
- Walker-Woodman House, nejstarší dům ve městě, zbudovaný mezi lety 1733–1735
- New Hampshire Historical Society
- Christa McAuliffe Planetarium
- Franklin Pierce Law Center, New Hampshire Technical Institute, součást Hesser Collage

## Osobnosti města
- Franklin Pierce (1804–1869), 14. prezident USA
- Tony Conrad (1940–2016), experimentální režisér a hudební skladatel